# L'Incendiaire (X-Files)
Pour les articles homonymes, voir L'Incendiaire.
L'Incendiaire (Fire) est le 12e épisode de la saison 1 de la série télévisée X-Files. Dans cet épisode, Mulder et Scully sont confrontés à un tueur doté d'un pouvoir de pyrokinésie.
Le tournage de l'épisode a été difficile en raison des nombreuses scènes faisant appel à des effets pyrotechniques. Il a obtenu des critiques mitigées.

## Résumé
À Bosham, en Angleterre, un homme meurt, apparemment victime de combustion spontanée, sous les yeux de sa femme et de Cecil L'Ively, son jardinier. À Washington, Mulder et Scully reçoivent la visite de Phoebe Green, une enquêtrice du Metropolitan Police Service qui a eu une liaison avec Mulder alors que celui-ci étudiait à Oxford. Green leur explique qu'un pyromane a déjà tué trois membres de l'aristocratie britannique, brûlant ses victimes sans laisser la moindre preuve. Sa nouvelle cible est Sir Malcolm Marsden, qui s'est provisoirement installé à Cap Cod avec sa famille après avoir échappé à un incendie. Green demande l'assistance du FBI mais Mulder pense qu'elle s'amuse à le tourmenter et cherche à exploiter sa phobie du feu.
Pendant ce temps, Cecil L'Ively se fait passer auprès des Marsden pour l'homme à tout faire de leur nouvelle résidence après avoir tué le vrai gardien. L'Ively se lie d'amitié avec le chauffeur des Marsden et offre d'aller lui acheter du sirop contre la toux. En ville, L'Ively s'arrête dans un bar et y met le feu uniquement pour se divertir. Mulder et Green rendent visite à l'hôpital à une femme témoin de la scène qui leur rapporte ce qu'elle a vu. Le chauffeur des Marsden étant de plus en plus malade, à cause du sirop empoisonné que L'Ively lui a donné, le couple fait appel à L'Ively pour les conduire à une réception à Boston. Mulder, qui suspecte un cas de pyrokinésie, s'y rend avec Green pour protéger les Marsden, pendant que Scully mène ses propres recherches sur le profil du pyromane.
Pendant que Mulder et Green sont distraits par leur flirt, Scully, venue communiquer ses résultats à Mulder, s'aperçoit qu'il y a le feu à l'étage où sont couchés les deux enfants des Marsden. Mulder essaie en vain d'intervenir, vaincu par sa phobie, et c'est L'Ively qui sauve les deux garçons. Néanmoins, les recherches de Scully l'ont amené à suspecter Cecil L'Ively, et le portrait-robot du pyromane du bar qu'elle reçoit peu après lui apprend que L'Ively se fait passer pour l'employé des Marsden. Chez les Marsden, Mulder et Scully trouvent le corps du chauffeur et, juste après, un incendie se déclare dans la maison. Faisant face à sa phobie, Mulder met les deux enfants à l'abri des flammes créées par Lively. Ce dernier perd le contrôle de son pouvoir après avoir été aspergé de combustible par Green et est consumé par ses propres flammes. Green repart en Angleterre avec les Marsden, alors que L'Ively, hospitalisé en attendant son procès, récupère très rapidement de ses graves brûlures.

## Distribution
- David Duchovny : Fox Mulder
- Gillian Anderson : Dana Scully
- Amanda Pays : Phoebe Green
- Mark Sheppard : Cecil L'Ively
- Dan Lett : Sir Malcolm Marsden
- Laurie Paton : Madame Marsden

## Production
En raison de la nature du scénario, le tournage de l'épisode implique plusieurs cascades dangereuses impliquant le feu. Le producteur R. W. Goodwin affirme que le tournage « a été difficile » et qu'il a fallu accomplir des « prouesses de logistique et d'inventivité » pour que les scènes d'incendie aient un aspect réaliste sans que leur tournage ne mette quiconque en danger. Lors du tournage de la scène où Mulder et L'Ively se font face à chaque extrémité d'un couloir en feu de la maison des Marsden, l'acteur Mark Sheppard doit se mettre à l'abri pour se protéger de la chaleur intense. La seule blessure à déplorer survient lorsque David Duchovny se brûle à la main, brûlure lui laissant une petite cicatrice permanente.
Les extérieurs de l'hôtel où se déroule la réception sont filmés au Venable Plaza Hotel de Vancouver qui, par coïncidence, vient alors d'être reconstruit après avoir entièrement brûlé. Les intérieurs sont quant à eux tournés dans un studio spécialement aménagé, et quelques stock-shots sont inclus pour les plans d'ensemble des flammes. Les extérieurs du manoir anglais de la scène prégénérique sont filmés dans un manoir de Vancouver qui avait déjà été utilisé comme lieu de tournage dans l'épisode Le Diable du New Jersey.
Il est envisagé de faire du personnage de Phoebe Green un rôle récurrent dans la série mais l'épisode demeure son unique apparition. Chris Carter explique qu'il a conçu ce personnage car « il était intéressant de dévoiler une petite partie du passé de Mulder en faisant revenir une ancienne petite amie » et parce qu'il a « toujours voulu créer un inspecteur de Scotland Yard qui soit une femme ». Malcolm Marsden, l'aristocrate menacé de mort par L'Ively, est le nom du coiffeur de la série lors de sa première saison. Chris Carter déclare après coup que l'épisode s'est révélé être très populaire auprès du public et qu'il est lui-même plutôt satisfait du produit fini même s'il « aurait pu être beaucoup mieux ». Selon lui, l'épisode a été en effet « bien mis en scène » mais son propre scénario manque de rigueur.

## Accueil

### Audiences
Lors de sa première diffusion aux États-Unis, l'épisode réalise un score de 6,8 sur l'échelle de Nielsen, avec 12 % de parts de marché, et est regardé par 11,1 millions de téléspectateurs.

### Accueil critique
L'épisode obtient des critiques mitigées. Pour le site Le Monde des Avengers, c'est un « excellent épisode, très représentatif de la saison 1, avec un recours au fantastique encore relativement modeste et un méchant superbement écrit » qui est « interprété tout en cruauté et délire flamboyants par l’excellent Mark Sheppard » alors que « la mise en scène multiplie les morceaux de bravoure ». Matt Haigh, du site Den of Geek, évoque un « formidable épisode » qui « met en lumière la tension sexuelle existant entre les deux personnages principaux » ainsi que « la maladresse de Mulder avec les femmes ». Le magazine Entertainment Weekly lui donne la note de B, saluant « l'interprétation torride » de Mark Sheppard mais trouvant que le personnage « agaçant » de Phoebe Green porte préjudice à l'épisode.
Pour Keith Phipps, du site The A.V. Club, qui lui donne la note de C, l'épisode comporte « quelques effets spéciaux réussis » et bénéficie d'une interprétation haute en couleur de Mark Sheppard mais la peur du feu de Mulder « semble être un artifice inutile » du scénario, et il n'y est d'ailleurs plus fait référence dans d'autres épisodes, alors que sa relation avec Phoebe Green est « difficile à avaler ». Dans leur livre sur la série, Robert Shearman et Lars Pearson lui donnent la note de 1/5, estimant que « l'intrigue est si mince qu'elle en est ridicule » et que les motivations des personnages sont peu crédibles.